# Station Carnforth
Carnforth is een spoorwegstation van National Rail in Carnforth, Lancaster in Engeland. Het station is eigendom van Network Rail en wordt sinds 2016 beheerd door Northern. 
Het station wordt bediend door de Bentham en Furness Lines.  Ook de treinen van de West Coast Main Line rijden door het station, maar die perrons zijn deels afgebroken en afgesloten.
De restauratie van het station, en de stationsklok, vormen een belangrijk decor van de film Brief Encounter die in 1945 deels in het station werd opgenomen.